# 熊倉城
熊倉城（くまくらじょう）は、埼玉県秩父市荒川日野（武蔵国秩父郡日野村）の城山にあった日本の城。別名日野城（ひのじょう）。

## 概要
城名は城山が熊倉山に連なる峰であったからとみられているが、中世期の文献には「熊倉城」の名前がなく、江戸時代以降の命名である可能性がある（「熊倉城」の名前は『新編武蔵風土記稿』に登場する）。そのため、中世期には村名より「日野城」と呼ばれていたと考えられている。
主君・上杉顕定に反抗した長尾景春は、拠点である鉢形城・長井城を失い、秩父郡へと逃亡、再起を期して築城した城の1つと考えられている。だが、文明12年（1480年）に景春は上杉方の太田道灌に攻められて日野城（熊倉城:「太田道灌状」には“日野要害”と記載）に追い込まれ、同年6月24日に同城は落城（日野城の戦い）、拠点を失った景春は逃亡し、長尾景春の乱は終結した（後に景春は下総国の古河公方の下に亡命する）。その後、鉢形城の支城として上杉氏・北条氏・武田氏などの支配下に置かれ、遅くても小田原の役によって廃城になったと考えられている。
城は熊倉山から北へ伸びる城山の尾根に沿って大手門があったとみられる南東から北西に向かって築かれ、尾根と荒川およびその支流が形成した崖と渓谷に阻まれた天然の要害であった。城跡の外周は急斜面となっており、中央部の本丸を囲むように空堀が巡らされていたことが知られている。